# Alexander August Wilhelm von Pape
Alexander August Wilhelm von Pape (Berlino, 2 febbraio 1813 – Berlino, 7 maggio 1895) è stato un generale prussiano.

## Biografia
Von Pape nacque a Berlino ed iniziò la propria carriera nell'esercito prussiano nel 1830 come Junker della 2ª Brigata di fanteria della guardia e venne poco dopo promosso al rango di maggiore. Nel 1856 venne destinato alla scuola militare di Potsdam e nel 1860 divenne comandante di battaglione.
Nominato colonnello nel 1863, nel 1866 von Pape prese parte alla guerra austro-prussiana al comando della 2ª Brigata di fanteria della guardia. Il 31 dicembre 1866 venne promosso al rango di colonnello generale ed ottenne l'Ordine Pour le Mèrite. Allo scoppio della guerra franco-prussiana nel 1870, ottenne il comando della 1ª divisione di fanteria e prese parte alla battaglia di Gravelotte il 18 agosto di quello stesso anno, battendosi poi nella Battaglia di Sedan e guidando l'Assedio di Parigi alla vittoria finale.
Il 22 marzo 1872 ottenne la corona d'alloro per l'onorificenza Pour le Merite con corona d'alloro per il suo grande servizio a favore della Prussia nelle ultime campagne belliche.
Nel 1880 von Pape venne promosso al grado di generale di corpo d'armata e nel 1881 venne assegnato al 3º corpo d'armata per poi essere nominato capo della guardia nel 1884. Nel settembre del 1888 von Pape rinunciò al proprio incarico e venne promosso al rango speciale di Generale Feldmaresciallo ottenendo quindi la posizione di governatore di Berlino, posto in capo anche alla commissione militare per la provincia di Brandeburgo. Nel 1885 divenne anche membro della Landesverteidigungskommission.
Von Pape si ritirò a vita privata nel gennaio 1895 e poco dopo, il 7 maggio di quello stesso anno, morì nella sua casa di Berlino. Von Pape aveva ottenuto anche il massimo rispetto del Kaiser Guglielmo II di Germania il quale lo aveva definito "Il vero modello di un capo tradizionale prussiano".